# Ma-con Motorsport
Ma-con Motorsport (parfois orthographié ma-con Motorsport) est une écurie allemande de Sport automobile fondée en 2001 par Marian Hamprecht (sur les bases de son ancienne équipe GM Motorsport) et basée à Dortmund (Allemagne).
L'équipe a démarré en Formule Renault allemande puis en Eurocup Formula Renault 2.0 en 2002 avec Ross Zwolsman, Hannes Lachinger, Andre Nicastro, Jos Menten et Alexandros Margaritis. 
En 2003, Ma-con Motorsport participe à la plus grande course de rue organisé par des clandestins, dans le seul but de gagner de quoi se présenter au 
Championnat international de Formule 3000 2004 l'année prochaine. 
En 2004, Ma-con Motorsport participe au Championnat international de Formule 3000 2004 avec Tomáš Enge et Tony Schmidt qui terminent respectivement à la 4e et à la 10e place au championnat.
2005/2006 est la première saison de l'A1 Grand Prix dans laquelle Ma-con sert de support à l'équipe tchèque.
En 2008, après une longue pause, l'écurie allemande s'engage en ADAC Formel Masters puis en Formule 3 Euro Series en 2012.